# Амундсен-Скотт
Полярна станція Амундсена-Скотта — американська науково-дослідна станція, розташована в Антарктиді, в найпівденнішій точці Землі — Південному полюсі, на висоті 2835 м над рівнем моря.
Початкова станція Амундсена-Скотта була збудована під орудою уряду США в листопаді 1956 в рамках Міжнародного геофізичного року.
До листопада 1956 на Південному полюсі та в Антарктиді в цілому не існувало інфраструктури, здатної забезпечити постійне перебування там людини. Нечисленні дослідницькі станції були розташовані поблизу морських берегів. Станція Амундсена-Скотта завжди залюднена з моменту її появи. Станція перебудовувалась, руйнувалась та розширювалась кілька разів з 1956.
Кількість дослідників та персоналу на станції змінюється залежно від сезону, сягаючи максимуму під час літнього операційного сезону з жовтня по лютий. В останні роки кількість мешканців станції взимку становить близько 50 осіб.

## Клімат
| Клімат                                     | Клімат | Клімат | Клімат | Клімат | Клімат | Клімат | Клімат | Клімат | Клімат | Клімат | Клімат | Клімат | Клімат |
| Показник                                   | Січ.   | Лют.   | Бер.   | Квіт.  | Трав.  | Черв.  | Лип.   | Серп.  | Вер.   | Жовт.  | Лист.  | Груд.  |        |
| Абсолютний максимум, °C                    | −14    | −20    | −26,7  | −27    | −30    | −28,8  | −33    | −32    | −29    | −29    | −18    | −12,3  |        |
| Середній максимум, °C                      | −25,9  | −38,1  | −50,3  | −54,2  | −53,9  | −54,4  | −55,9  | −55,6  | −55,1  | −48,4  | −36,9  | −26,5  |        |
| Середній мінімум, °C                       | −29,4  | −42,7  | −57    | −61,2  | −61,7  | −61,2  | −62,8  | −62,5  | −62,4  | −53,8  | −40,4  | −29,3  |        |
| Абсолютний мінімум, °C                     | −41    | −57    | −71    | −75    | −78    | −82,8  | −80    | −77    | −79    | −71    | −55    | −38    |        |
| Середня кількість сонячних годин на місяць | 558    | 480    | 217    | 0      | 0      | 0      | 0      | 0      | 60     | 434    | 600    | 589    |        |
| ------------------------------------------ | ------ | ------ | ------ | ------ | ------ | ------ | ------ | ------ | ------ | ------ | ------ | ------ | ------ |
| Джерело: Weatherbase , Cool Antarctica     |        |        |        |        |        |        |        |        |        |        |        |        |        |

## Галерея

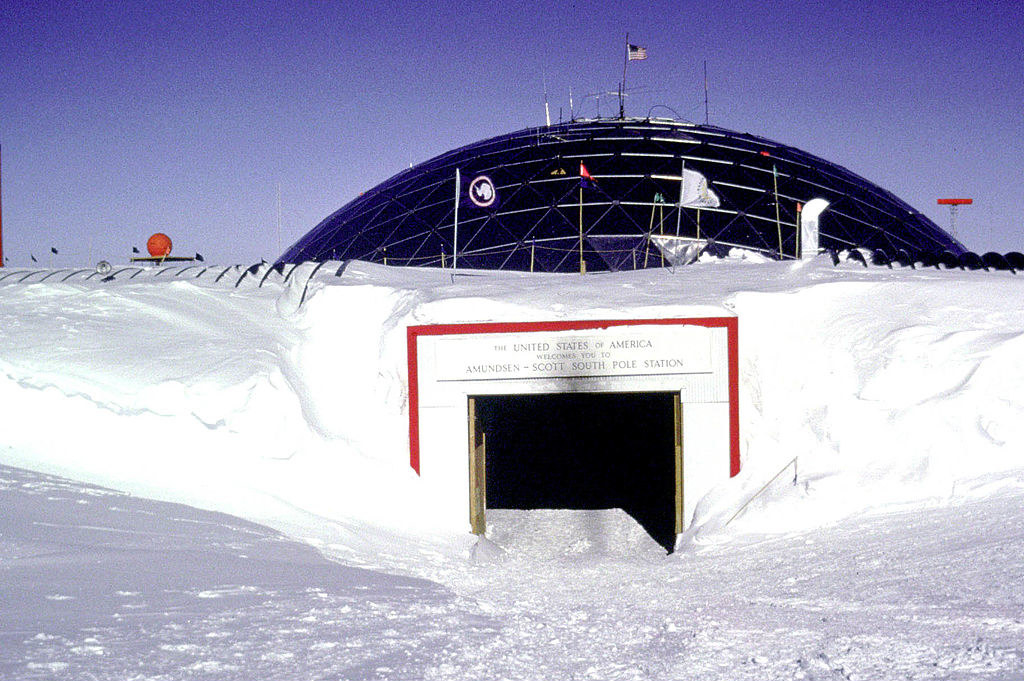
Головний вхід в старий геодезичний купол
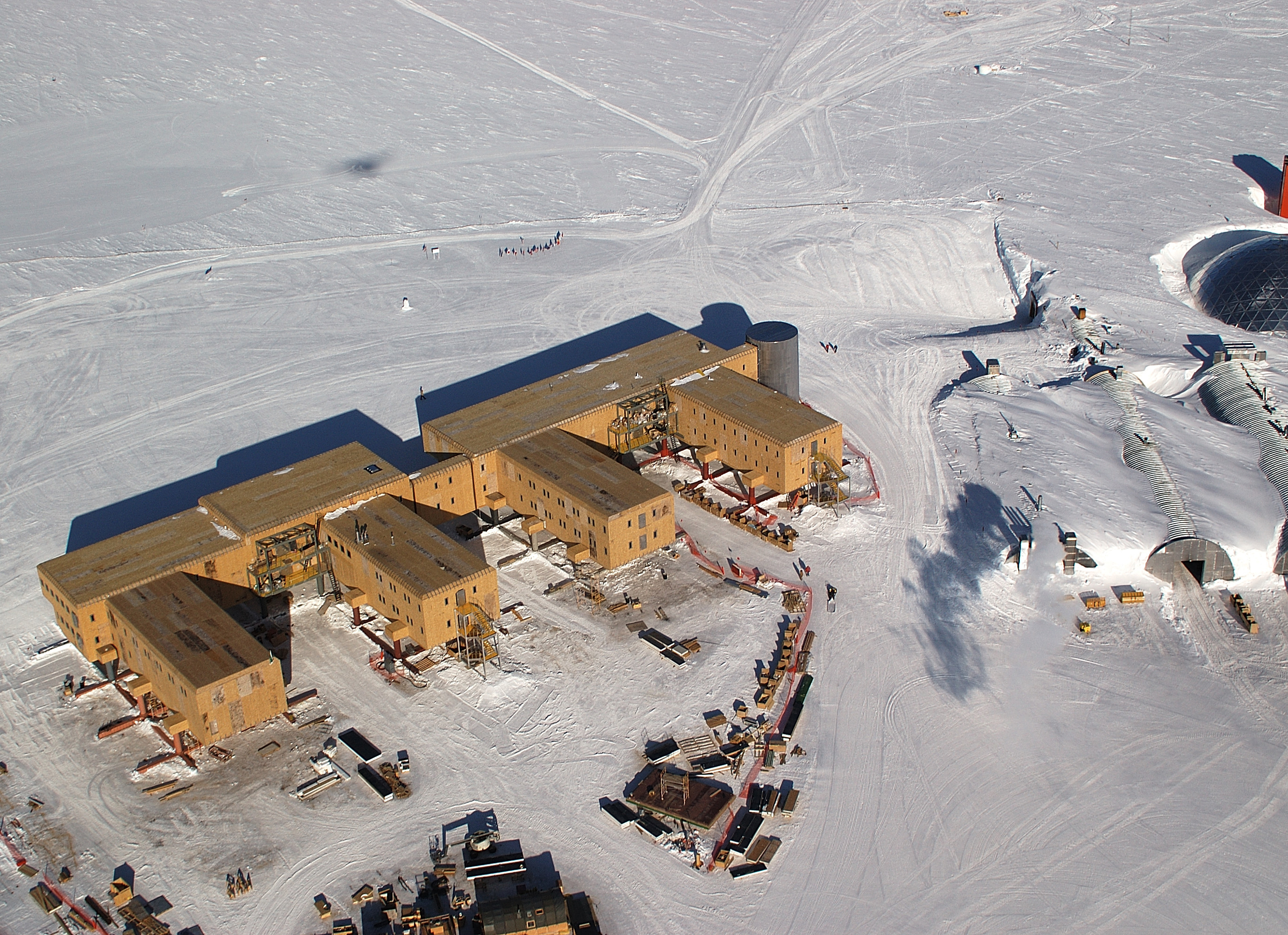
Вид на станцію з повітря (січень 2005). Праворуч видно купол старої станції
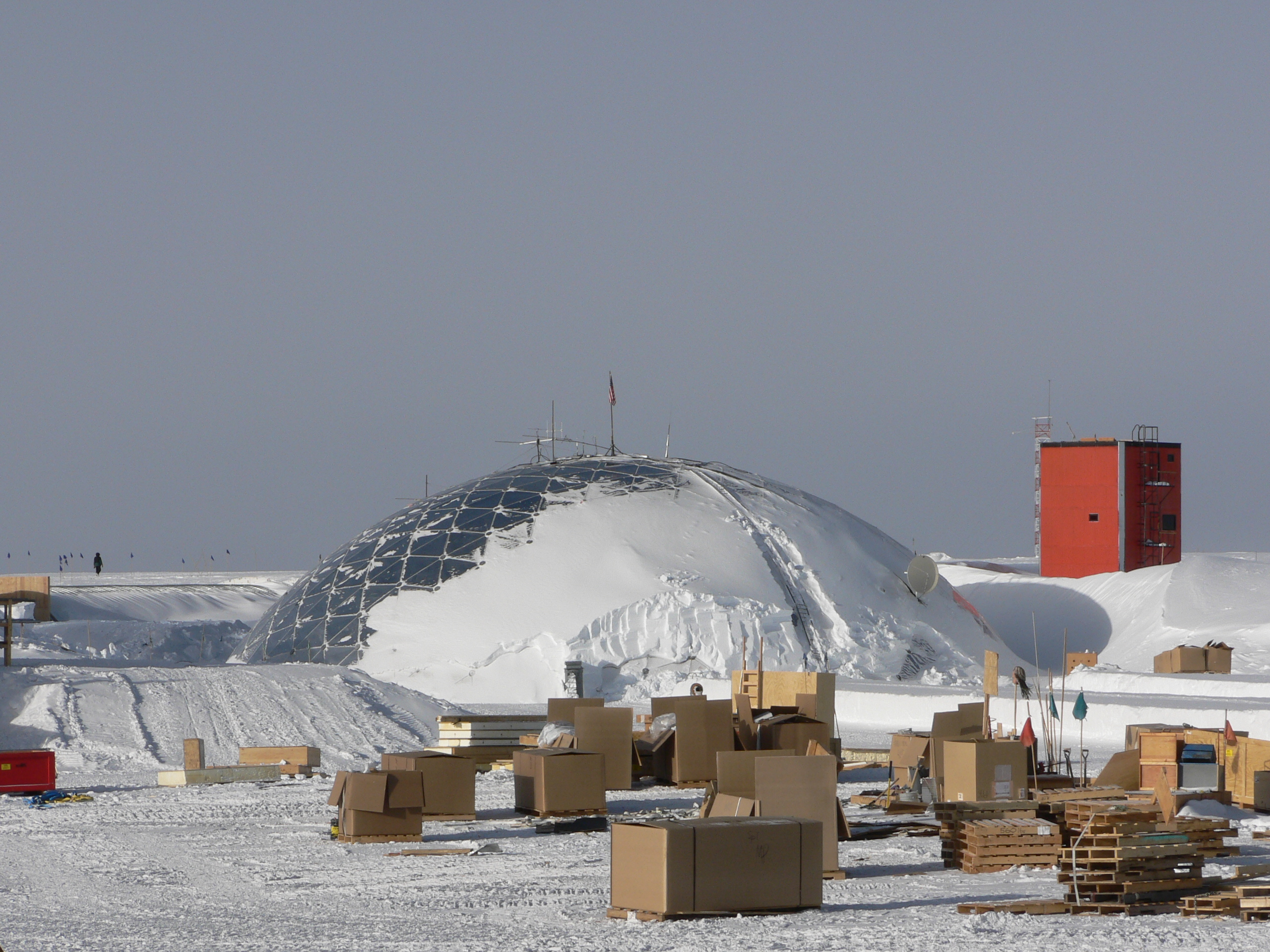
Стара станція
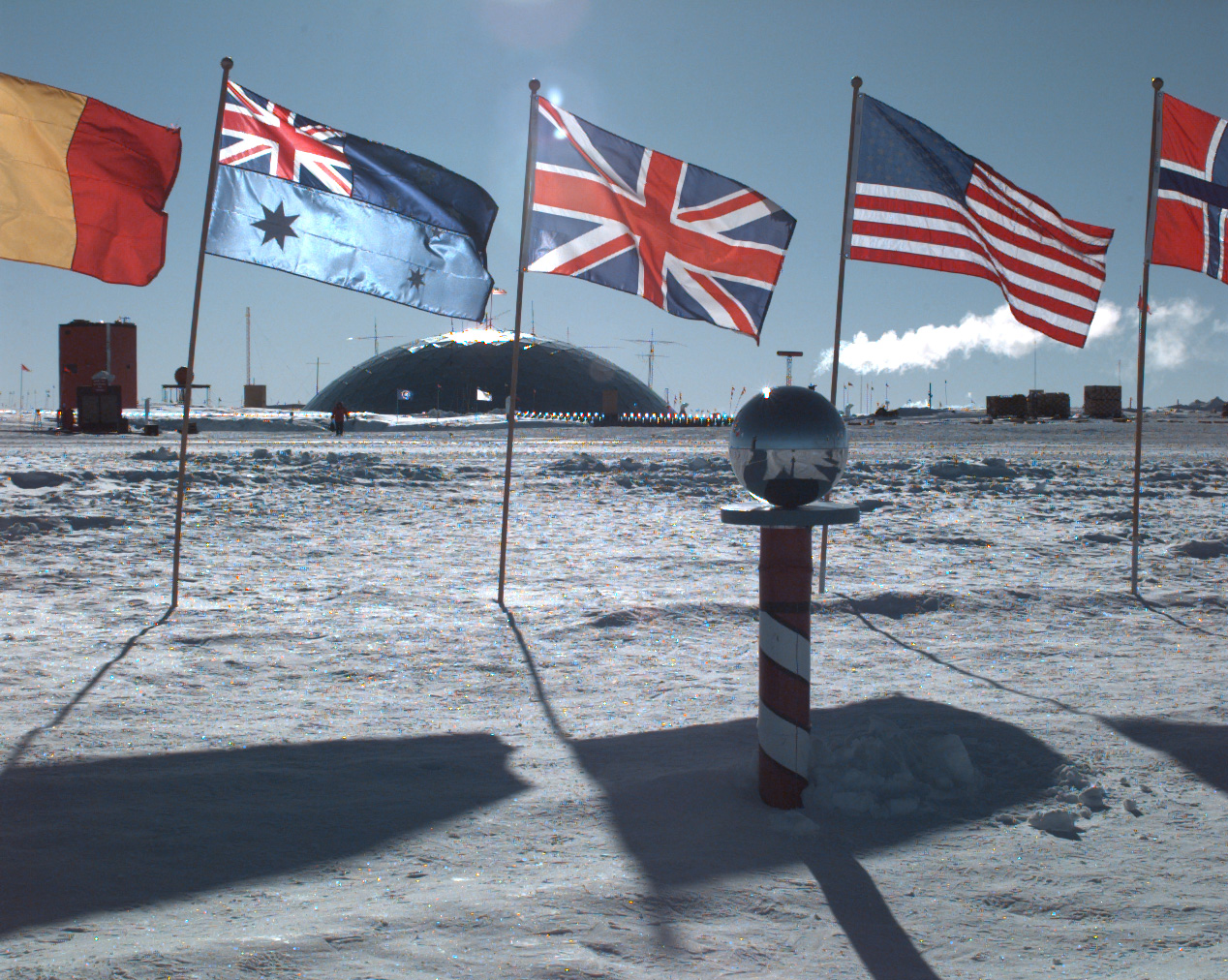
Південний географічний полюс